# Antônio Augusto Monteiro de Barros
Antônio Augusto Monteiro de Barros (Ponta Delgada, 1790 — Rio de Janeiro, 16 de novembro de 1843) foi um político brasileiro. Foi deputado geral e senador do Império do Brasil de 1828 a 1841.
Era filho do senador Lucas Antônio Monteiro de Barros, visconde de Congonhas do Campo, sobrinho do senador Marcos Antônio Monteiro de Barros e também do deputado geral Romualdo José Monteiro de Barros, barão de Paraopeba. Casou-se com Virgínia Amália Carneiro de Campos (filha do ministro Francisco Carneiro de Campos e sobrinha do marquês de Caravelas), com quem teve:
- Lucas Augusto Monteiro de Barros (1830-?);
- Maria da Conceição Monteiro de Barros (1831-?);
- Maria Teresa Monteiro de Barros (1833-?), casada com Manuel Vidal Leite Ribeiro (filho de Francisco Leite Ribeiro);
- Francisco Carneiro Monteiro de Barros (1835-?).